# Psyrassa nigricornis
Psyrassa nigricornis là một loài bọ cánh cứng trong họ Cerambycidae.